# 北海道道1125号嵐山公園線
北海道道1125号嵐山公園線（ほっかいどうどう1125ごう あらしやまこうえんせん）は、北海道上川郡鷹栖町と旭川市を結ぶ一般道道（北海道道）である。

## 概要

### 路線データ
- 起点：北海道上川郡鷹栖町9線西3号（嵐山公園入口）
- 終点：北海道旭川市近文7線南1号（北海道道146号旭川鷹栖インター線交点）
- 路線延長：1.8km（総延長）

## 歴史
- 1994年（平成6年）4月1日 路線認定[1]。
  - 同日廃止[2]の北海道道799号近文停車場嵐山公園線一部を新たに認定した。

## 地理
嵐山公園内には2006年（平成18年）まで嵐山市民スキー場があり、冬はスキー客で賑わっていた。また公園内には弓成山展望台があり、大雪山連峰と旭川市街が眺められる。

### 通過する自治体
- 上川総合振興局
  - 上川郡鷹栖町
  - 旭川市

### 交差する道路
鷹栖町
- 道央自動車道 - 8線（立体交差）

旭川市
- 北海道道146号旭川鷹栖インター線 - 近文7線南1号（終点）
- 道央自動車道旭川鷹栖IC - 近文7線南1号（終点）